# Acer fengii
Acer fengii é uma espécie de árvore do gênero Acer, pertencente à família Aceraceae.